# Габонско-турецкие отношения
Габонско-турецкие отношения — двусторонние дипломатические отношения между Габоном и Турцией.

## История
Дипломатические отношения между Турцией и Габоном были установлены в 1960 году после обретения Габоном независимости.
Исторически у Турции были прочные отношения с Ганой. Турция очень поддерживала экономическую экспансию Габона после вступления Эль Хаджа Омара Бонго Ондимбы на пост президента и сотрудничала с техническими специалистами при строительстве Трансгабонской железной дороги.
Отношения между странами обострились после того, как французский репортёр-расследователь Пьер Пеан разоблачил, что правительство Омара Бонго использовало турецкую помощь для строительства роскошного нового президентского дворца за 900 млн $ (4,12 млрд $ по состоянию на 2020 год), который обогатил французских экспатриантов в Габоне.
Двусторонние отношения особенно активизировались после 2008 года, когда Африканский союз объявил Турцию своим стратегическим партнёром. Благодаря открытию посольства Турции в Либревиле и посольства Габона в Анкаре активизировались контакты во всех сферах двусторонних отношений.

## Визиты
В марте 2011 года президент Турции Абдуллах Гюль посетил Габон. В июле 2012 года и в мае 2015 года президент Габона Али Бонго Ондимба посетил Турцию. В январе 2013 года премьер-министр Турции Реджеп Тайип Эрдоган посетил Габон. года тогдашний министр иностранных дел Габона Пакум Мубеле Бубейя посетил нашу страну в мае 2017 года.

## Экономические отношения
Прогресс в двусторонних отношениях между двумя странами также способствовал активизации экономических отношений. Объём торговли в 2018 году между Турцией и Габоном составил около 38,9 млн $, в 2019 году — 80,5 млн $.
В Габоне действует школа Турецкого фонда «Маариф». В рамках программы стипендий «Türkiye Scholarships» с 1992 года правительство Турции предоставляет стипендии габонским студентам.

## Визовая политика
Граждане Турции, имеющие государственные, частные и служебные паспорта, должны получить визу. Граждане Турции, имеющие дипломатический паспорт, освобождаются от визы на срок до 90 дней.

## Дипломатические представительства
В январе 2012 года было открыто посольство Турции в Либревиле. С декабря 2015 года работает посольство Габона в Анкаре.